# Мустацешти (Арђеш)
Мустацешти (рум. Mustățești) насеље је у Румунији у округу Арђеш у општини Ваља Јашулуј. Oпштина се налази на надморској висини од 488 m.

## Становништво
Према подацима из 2002. године у насељу је живело 659 становника, од којих су сви румунске националности.